# 2009 у театрі

## Події
- З літа 2009-го Київський театр маріонеток залишається без власного приміщення — буднок по вул. Петра Сагайдачного, 29/3 продано приватній організації[1].
- 16 жовтня на прем'єру вистави «Граємо Чонкіна» у Київському театрі драми і комедії на лівому березі Дніпра завітав автор літературного першоджерела — роману-анекдоту «Життя і незвичайні пригоди солдата Івана Чонкіна» — Володимир Войнович[2].

## Прем'єри
Січень
- 31 січня —
  - «Історія коня» Марка Розовського за оповіданням «Холстомєр» Льва Толстого (реж. Вадим Сікорський, Національний академічний український драматичний театр імені Марії Заньковецької)

Лютий
- 8 лютого —
  - «Подорож у країну мрій» Т. Власової (реж. ???, Коломийський академічний обласний український драматичний театр імені Івана Озаркевича)[3]

- 13 лютого —
  - «Назар Стодоля» за однойменною п'єсою Тараса Шевченко (реж. Юрій Кочевенко, Національний академічний драматичний театр імені Івана Франка)

Березень
- 27 березня —
  - «Нелегалка» Анатолія Крима (реж. Олег Мосійчук, Коломийський академічний обласний український драматичний театр імені Івана Озаркевича)[3]

- 29 березня —
  - «Чарівне кресало» (реж. В. Борисюк, Перший український театр для дітей та юнацтва, м. Львів)

Квітень
- 4 квітня —
  - «Одруження» за однойменною п'єсою[ru] Миколи Гоголя (реж. Валентин Козьменко-Делінде, Національний академічний драматичний театр імені Івана Франка, м. Київ)

- 10 квітня —
  - «Сон літньої ночі» за однойменною п'єсою Вільяма Шекспіра (реж. Андрій Бакіров, Харківський академічний український драматичний театр імені Тараса Шевченка)

- 14 квітня —
  - «Мертві душі» інсценізація Михайла Булгакова поеми «Мертві душі» Миколи Гоголя (реж. Ігор Славинський, Київський академічний драматичний театр на Подолі)

- 15 квітня —
  - «Гамлет» за п'єсою Вільяма Шекспіра (реж. Дмитро Богомазов, Одеський академічний український музично-драматичний театр імені В. Василька)

- 21 квітня —
  - «Лісовий цар Ох» Олександра Олеся (реж. Ольга Скляр, Коломийський академічний обласний український драматичний театр імені Івана Озаркевича)[3]

- 26 квітня —
  - «Кицин дім» С. Бедусенка (реж. ???, Коломийський академічний обласний український драматичний театр імені Івана Озаркевича)[3]

- 29 квітня —
  - «Боїнг-Боїнг» Марка Камолетті (реж-пост. Леонід Садовський, реж. Богдан Чернявський, Полтавський академічний обласний український музично-драматичний театр імені Миколи Гоголя)
  - «Скляний звіринець» Теннессі Вільямса (реж. Юрій Мисак, Перший український театр для дітей та юнацтва, м. Львів)

- 30 квітня —
  - «Дві квітки кольору індиго» Олександра Білозуба (реж. Олександр Білозуб, Національний академічний драматичний театр імені Івана Франка, м. Київ)[4]

Травень
- 6 травня —
  - «На полі крові» за драматичною поемою Лесі Українка (реж. Юрій Розстальний, Національний академічний драматичний театр імені Івана Франка)[5][6]

- 17 травня —
  - «На полі крові» за драматичною поемою Лесі Українка (реж. Орест Пастух, Коломийський академічний обласний український драматичний театр імені Івана Озаркевича)[3]

Червень
- 26 червня —
  - «Любовний напій» опера Гаетано Доніцетті (реж. Італо Нунціата, Національний академічний театр опери та балету України імені Тараса Шевченка, м. Київ)

Вересень
- 5 вересня —
  - «Лісова пісня» Олега Жюжди за мотивами драми Лесі Українка (реж. Олега Жюжда (Білорусь), Закарпатський обласний театр ляльок «Бавка»)[7]

- 6 вересня —
  - «Недоторка» Л. Устинової (реж. ???, Коломийський академічний обласний український драматичний театр імені Івана Озаркевича)[3]

- 25 вересня —
  - «В неділю рано зілля копала» Неди Нежданої за мотивами однойменної повісті Ольги Кобилянської (реж. Дмитро Чирипюк, Національний академічний драматичний театр імені Івана Франка, м. Київ)[8]
  - «Шалена ніч» Рея Куні (реж. Євген Головатюк, Запорізький академічний обласний український музично-драматичний театр імені Володимира Магара)

- 27 вересня —
  - «Стійкий олов’яний солдатик» В. Ольшанського (реж. ???, Коломийський академічний обласний український драматичний театр імені Івана Озаркевича)[3]

Жовтень
- 2 жовтня —
  - «Два ангели» Віктора Шендеровича (реж. Ігор Равицький, Одеський академічний український музично-драматичний театр імені В. Василька, сцена 38)

- 16 жовтня —
  - «Граємо Чонкіна» Олександра Кобзаря та Андрія Самініна за романом-анекдотом Володимира Войновича (реж. Олександр Кобзар та Андрій Самінін, Київський академічний театр драми і комедії на лівому березі Дніпра)[9]

- 20 жовтня —
  - «Наш Гамлет» за п'єсою Вільяма Шекспіра (реж. Ігор Ладенко, Театр 19, м. Харків)

- 24 жовтня —
  - «Веселі ведмежата» М. Поліванова (реж. Сергій Єфремов, Київський муніципальний академічний театр ляльок)

- 30 жовтня —
  - «Двоє на гойдалці» балет на одну дію на музику Йоганна Баха та Чавели Варгас за мотивами однойменної п’єси[en] Вільяма Гібсона[en] (реж. Раду Поклітару, Київ Модерн-балет)

Листопад
- 20 листопада —
  - «Скандальна історія містера Кеттла і місіс Мун» Джона Прістлі (реж. Юрій Одинокий, Національний академічний драматичний театр імені Івана Франка, м. Київ)

- 29 листопада —
  - «Дивна місіс Севідж» Джона Патріка (реж. Ірина Дука, Національний академічний театр російської драми імені Лесі Українки, м. Київ)

Грудень
- 4 грудня —
  - «Довершений Чарлі» Льва Хохлова за твором Денієла Кіза (реж. Лев Сомов, Київська академічна майстерня театрального мистецтва «Сузір'я»)

- 5 грудня —
  - «Торчалов» Микити Воронова (реж. Станіслав Мойсеєв, Київський академічний Молодий театр)[10][11]

- 19 грудня —
  - «Янголятко, або Сексуальні неврози наших батьків» Лукаса Берфуса (реж. Алла Рибікова, Національний академічний театр російської драми імені Лесі Українки, м. Київ)[11]

- 24 грудня —
  - «Бізнес. Криза. Любов… /Top Dogs/» Урса Відмера (реж. Леонід Остропольський, Національний академічний театр російської драми імені Лесі Українки, м. Київ)[11]

- 25 грудня —
  - «Казка про Іванка — сорочку-вишиванку» Володимира Гольдфельда (реж. Валерій Микитенко, Сумський театр для дітей та юнацтва)

- 26 грудня —
  - «Котигорошко. І покотилася горошина…» Анатолія Навроцького за мотивами народної казки (реж. Петро Ільченко, Національний академічний драматичний театр імені Івана Франка, м. Київ)
  - «Чарівна скрипка» Сергія Ковальова за мотивами бєларуських казок (реж. Михайло Урицький, Київський муніципальний академічний театр ляльок)

Без дати
- - (???) «Безталанна» (Безталання) за п'єсою Івана Карпенка-Карого (реж. Костянтин Дубінін, Київський академічний театр юного глядача на Липках)
  - (???) «Кішки-мишки» Олександра Марданя (реж. Орест Пастух, Хмельницький обласний український музично-драматичний театр ім. Михайла Старицького)
  - (???) «Шлюха» за п'єсою «Натусь» Володимира Винниченка (реж. Ростислав Держипільський, Івано-Франківський академічний обласний музично-драматичний театр імені Івана Франка)
  - (???) «Шинель» за Миколою Гоголем (реж. Олег Мельничук, Київський академічний театр юного глядача на Липках, мала сцена)[12][13]

## Фестивалі
- 18 — 24 травня — Х Міжнародному фестивалі етнічних театрів національних меншин України, країн СНД та Карпатського євро регіону «Етно-Діа-Сфера» (м. Мукачево)

- 27 — 31 травня — ХІ Міжнародний театральний фестиваль «Мельпомена Таврії», присвячений 200-річчю з Дня народження Миколи Гоголя (м. Херсон)[14]

- травень — Фестиваль «Золотий Телесик» (м. Львів)

- 11 — 27 вересня — III Міжнародний фестиваль «ГогольFest» («Мистецький Арсенал», м. Київ)
  - Вистава «Гамлет» Дмитра Богомазова, гастролі Пермського театру «У моста» («Красуня з Лінена» і «Череп з Коннемари» за Мартіном Мак-Доною), концерт-перформанс «Dreams of the lost road» за участю «ДахаБраха», «Смерть Гоголя» і «Едіп» від театру «ДАХ»[15].

- вересень — Фестиваль «Мандрівні Зірки» (м. Київ)

- 5 — 8 листопада — VI Міжнародний фестиваль недержавного, незалежного і аматорського театру «Драбина—2009» (м. Львів)[16]

- - (???) — V театральний фестиваль-лабораторія «Арт-альтернатива» (м. Донецьк)
  - (???) — IV Міжнародний театральний фестиваль «Зустрічі в Одесі»

## Нагороди
- Національна премія України імені Тараса Шевченка (театральне мистецтво) — Лариса Кадирова, актриса, за галерею жіночих образів у моновиставах та внесок у розвиток українського театрального мистецтва[17].
- Премія імені Леся Курбаса —
- Премії НСТДУ
  - Премія «Наш Родовід»
  - Премія імені Марії Заньковецької
  - Премія імені Мар'яна Крушельницького
  - Премія імені Панаса Саксаганського[18]
  - Премія імені Сергія Данченка
  - Премія в галузі театрознавства і театральної критики
  - Премія імені Вадима Писарєва
  - Премія імені Віктора Афанасьєва в галузі лялькового театру
  - Премія імені Федора Нірода в галузі сценографічного мистецтва
  - Премія імені Віри Левицької (США—Україна)
  - Премія імені Миколи Садовського
  - Премія імені Володимира Блавацького (США—Україна)
  - Премія імені Марка Бровуна

## Звання

### Народний артист України

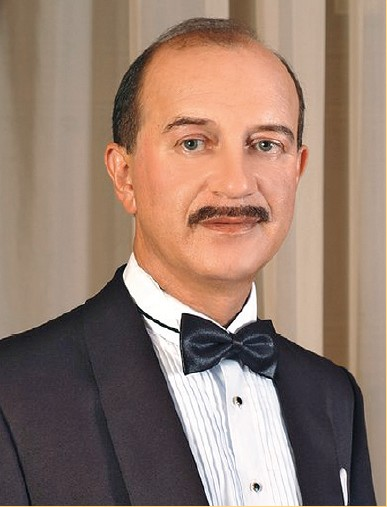
Микола Берсон
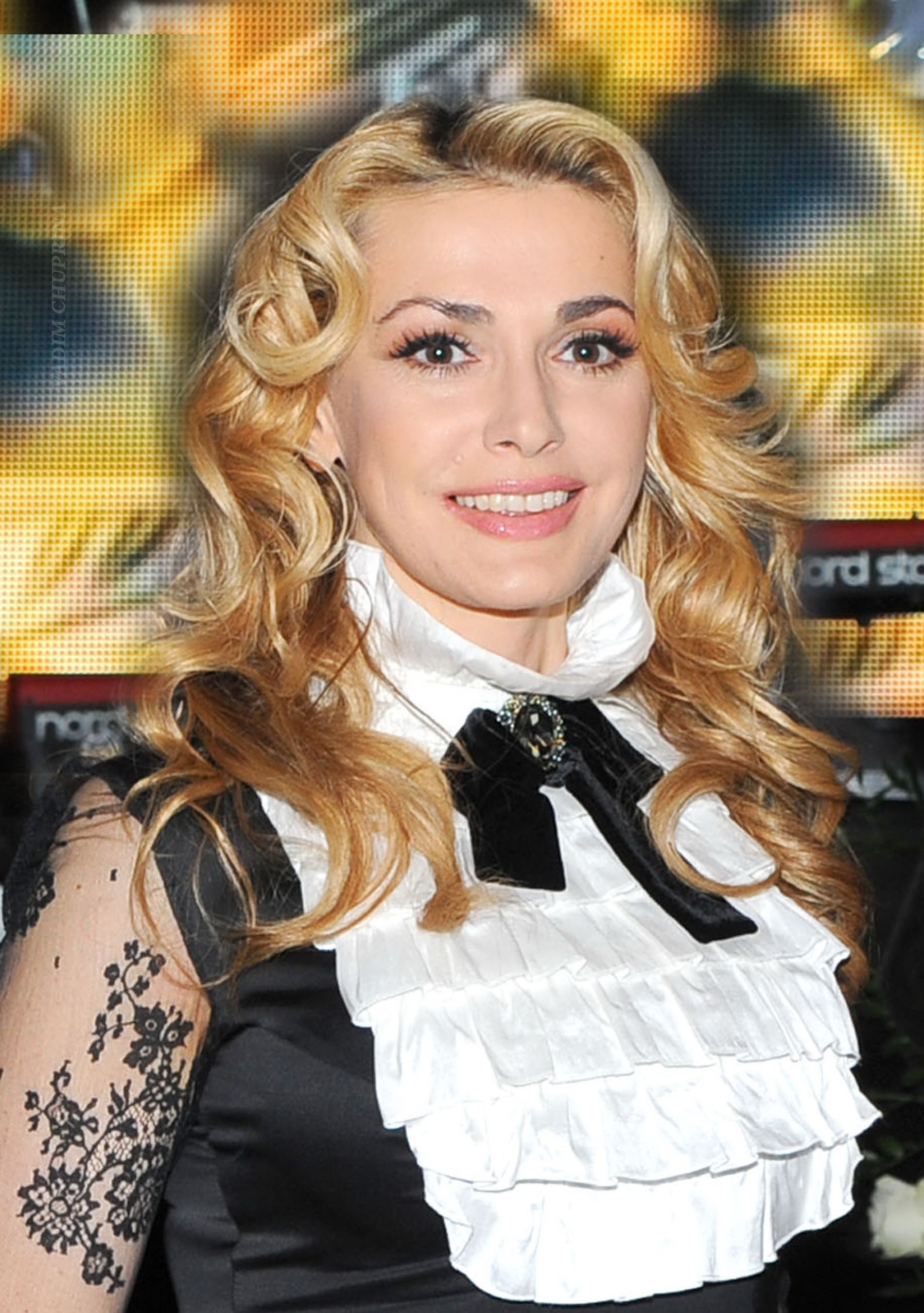
Ольга Сумська
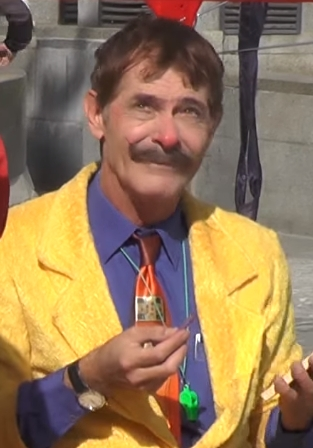
Борис Барський
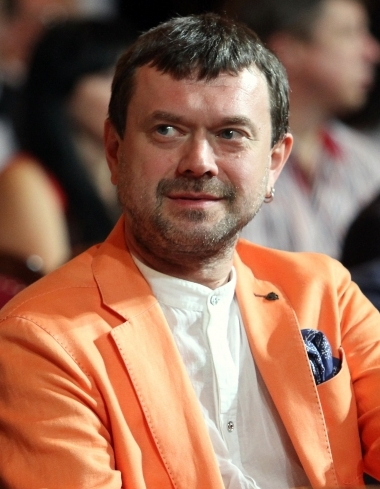
Остап Ступка
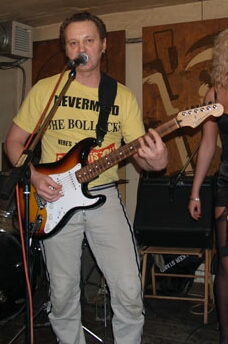
Георгій Делієв
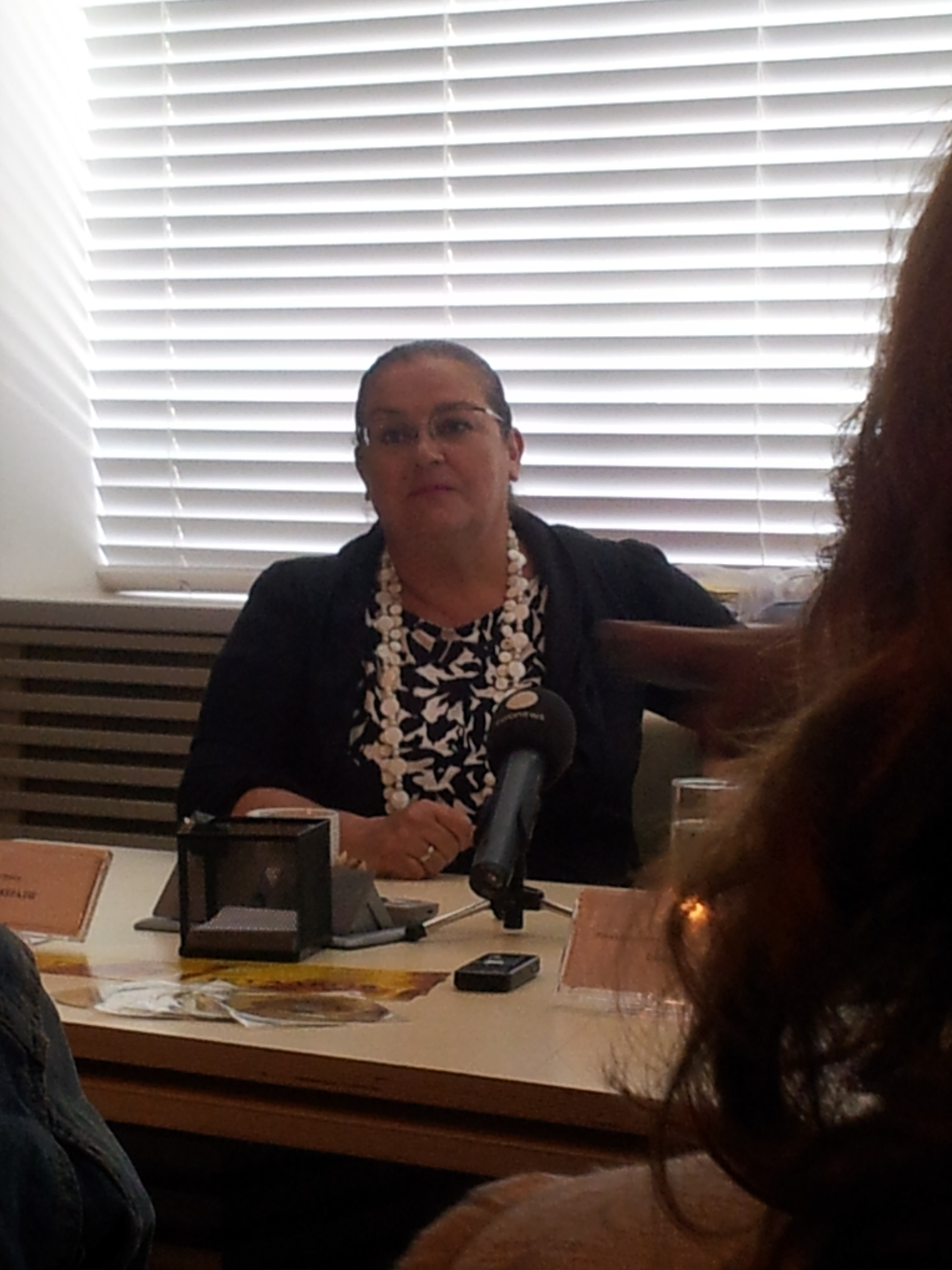
Ніна Ніжерадзе
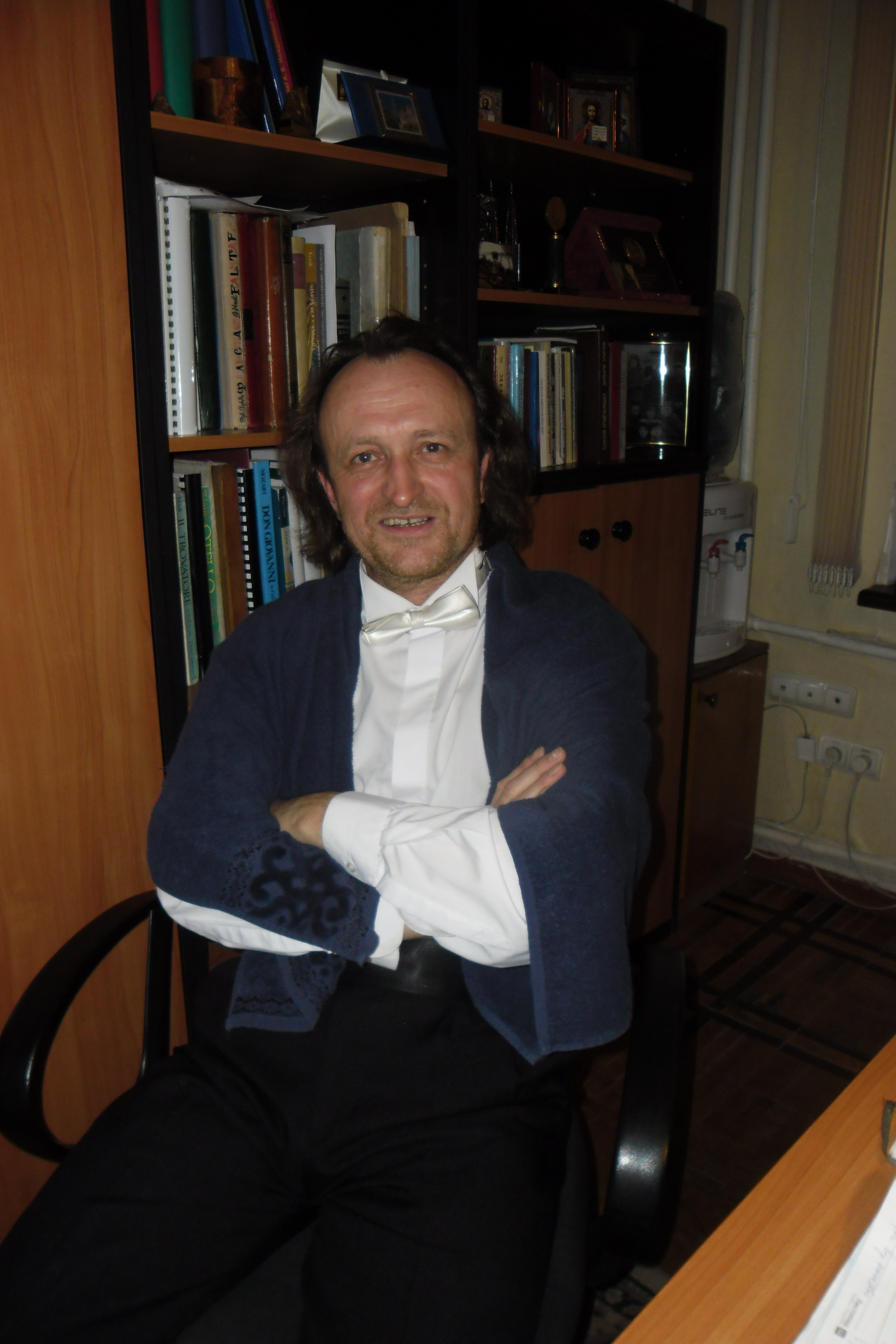
Василь Василенко
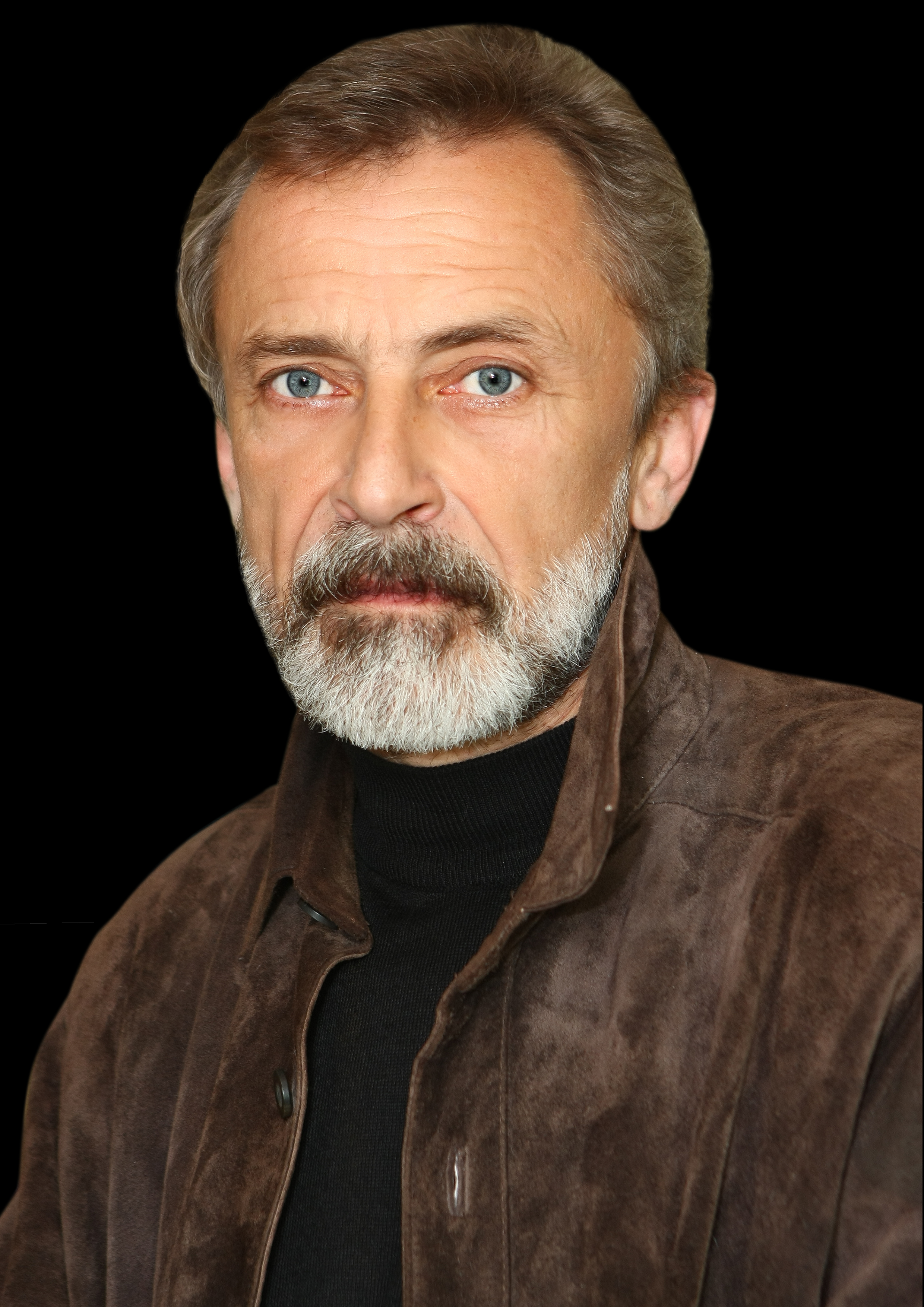
Олег Мосійчук

- Абазопуло Володимир Костянтинович — артист Національної кіностудії ім. О. Довженка», Національного драматичного театру ім. І. Франка[19]
- Баклан Олексій Федорович — диригент Національного театру опери та балету України ім. Т. Шевченка, м. Київ[20]
- Бакум Юрій Павлович — артист Запорізького музично-драматичного театр імені В. Магара»[21]
- Барський Борис Володимирович — артист комік-трупи «Маски», м. Одеса[21]
- Берлінський Юрій Григорович — артист Черкаського музично-драматичного театру ім. Т. Шевченка.[22]
- Берсон Микола Семенович — директор — художній керівник Миколаївського театру драми та музичної комедії[23]
- Василенко Василь Якович — головний диригент Донецького театру опери та балету ім. А. Солов'яненка[20]
- Галл-Савальська Олена Ігорівна — артистка Херсонського музично-драматичного театру ім. М. Куліша[24]
- Гаркуша Володимир Григорович — головний диригент Дніпропетровського театру опери та балету[25]
- Гирич Віктор Сергійович — художній керівник Київського театру юного глядача на Липках[26]
- Делієв Георгій Вікторович — художній керівник, артист комік-трупи «Маски», м. Одеса[21]
- Завгородня Наталія Іванівна — солістка-вокалістка Одеського театру музичної комедії ім. М. Водяного[20]
- Кімберська Валентина Григорівна — художній керівник — директор Українського малого драматичного театру»[27]
- Кліщевська Ірина Яківна — директор — художній керівник Київського театру «Колесо»[27]
- Крачковський Василь Йосипович — артист Дніпропетровського музично-драматичного театру ім. Т. Шевченка[25]
- Литвинов Віктор Володимирович — балетмейстер-постановник Національного театру опери та балету України ім. Т. Шевченка, м. Київ[21]
- Магера Сергій Ігорович — соліст опери Національного театру опери та балету України ім. Т. Шевченка, м. Київ[19]
- Мосійчук Олег Петрович — режисер Тернопільського драматичного театру ім. Т. Шевченка[28]
- Ніжерадзе Ніна Георгіївна — артистка Національного театру російської драми ім. Л. Українки, м. Київ[29]
- Оганезова-Григоренко Ольга Вадимівна — солістка-вокалістка Одеського театру музичної комедії ім. М. Водяного[29]
- Перета Тереза Семенівна — артистка Івано-Франківського музично-драматичного театру ім. І. Франка[30]
- Петрів Володимир Юліанович — директор — художній керівник, артист драми Рівненського музично-драматичного театру[31]
- Родь Володимир Іванович — артист Івано-Франківського музично-драматичного театру ім. І. Франка[32]
- Рожков Валентин Федорович — артист-вокаліст Київського театру оперети[33]
- Серебрякова Євгенія Климівна — артистка Сумського театру драми та музичної комедії ім. М. Щепкіна[20]
- Сікало Юрій Іванович — головний режисер Київського академічного театру ляльок[20]
- Ступка Остап Богданович — артист Національного драматичного театру ім. І. Франка, м. Київ[19]
- Сумська Ольга В'ячеславівна — артистка театру і кіно, м. Київ[19]
- Чемеровський Юхим Аронович — головний режисер Харківського камерного театру[34]
- Чечот Василь Юхимович — артист Дніпропетровського музично-драматичного театру ім. Т. Шевченка[20]
- Чуприна Борис Володимирович — головний режисер Херсонського театру ляльок[24]
- Шумейко Григорій Григорійович — артист Національного драматичного театру ім. М. Заньковецької, м. Львів[20]
- Юхницький Януш Володимирович — артист Національного драматичного театру ім. М. Заньковецької, м. Львів[35]

## Діячі театру

### Померли

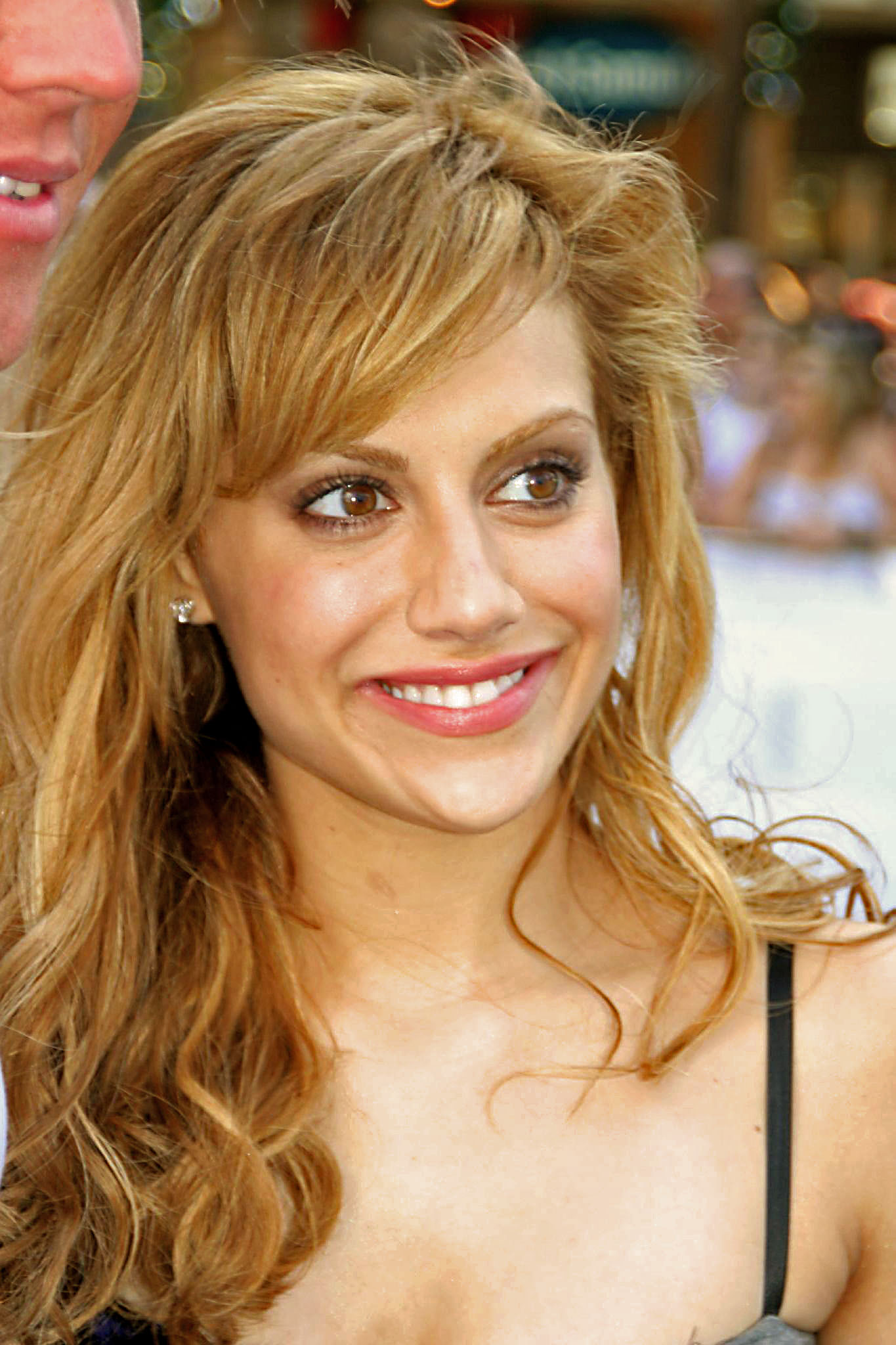
Бріттані Мерфі (32)
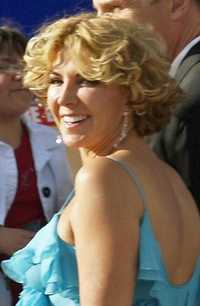
Наташа Річардсон (45)
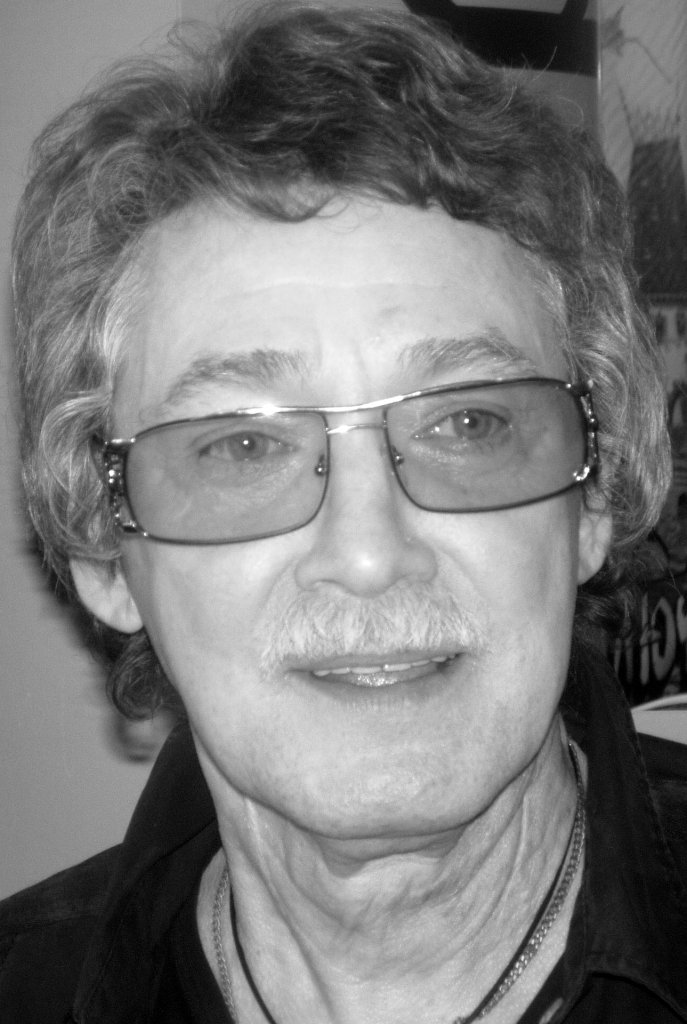
Ігор Старигін (63)
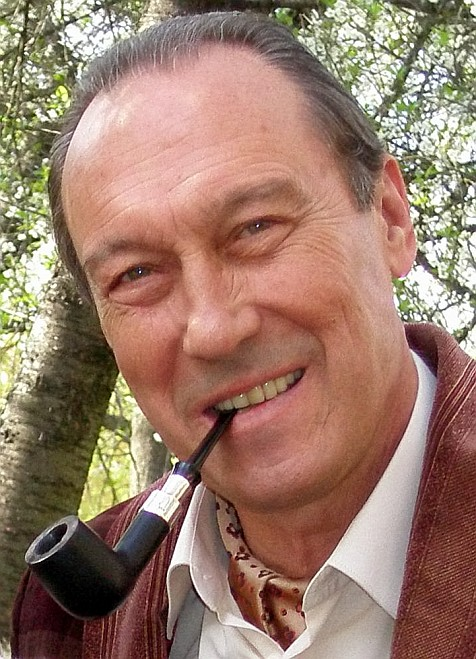
Олег Янковський (65)
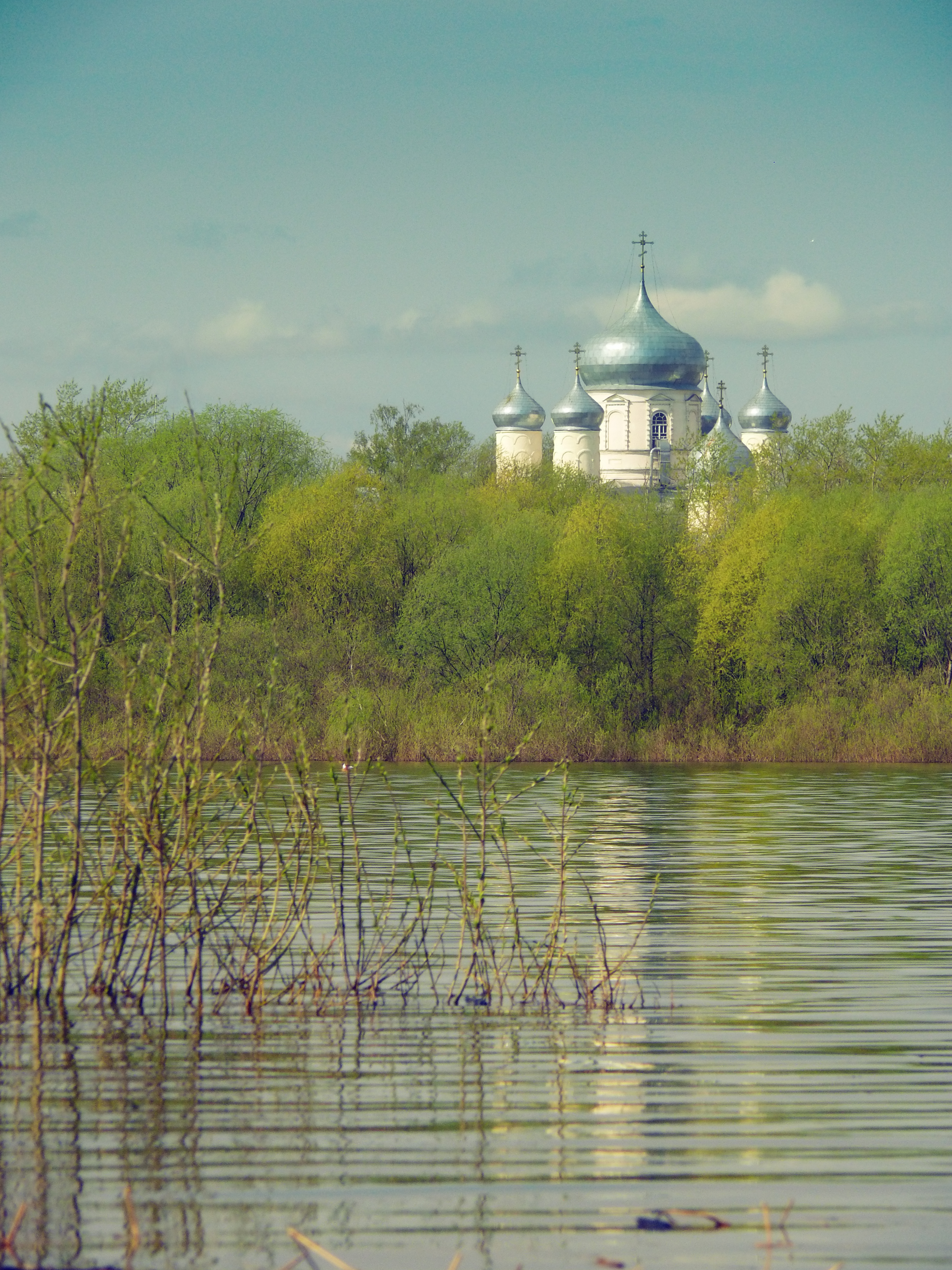
Борис Покровський (97)

Січень
- 25 січня —
  -  Олена Немченко[ru] (70) — радянська, російська акторка театру і кіно, акторка ВДТ ім. Товстоногова[36]

- 27 січня —
  -  В'ячеслав Осипов[ru] (70) — російський співак опери та оперети, драматичний тенор, соліст Музичного театру ім. Станіславського і Немировича-Данченка[37]

Березень
- 7 березня —
  -  Ян Арлазоров (61) — російський естрадний артист, актор театру та кіно, режисер[38]

- 18 березня —
  -  Наташа Річардсон (45) — британська актриса театру і кіно[39]

Квітень
- 10 квітня —
  -  Євген Весник (86) — радянський, російський актор театру і кіно, Народний артист СРСР (1989)[40]

- 27 квітня —
  -  Євгенія Мірошниченко (77) — радянська та українська оперна співачка; педагог, професор. Герой України (2006). Народна артистка СРСР[41]

Травень
- 12 травня —
  -  Матвій Ошеровський (88) — радянський, російський актор, театральний режисер[42]

- 20 травня —
  -  Олег Янковський (65) — радянський, російський актор театру і кіно, Народний артист СРСР (1991)[43]

- 31 травня —
  -  В'ячеслав Невинний (74) — радянський, російський актор театру і кіно, Народний артист СРСР (1986)[44]

Червень
- 5 червня —
  -  Борис Покровський (97) — радянський і російський оперний режисер, головний режисер Большого театру, Народний артист СРСР (1961)[45]

- 14 червня —
  -  Петро Вельямінов (82) — радянський, російський актор театру і кіно, актор Санкт-Петербурзького театру комедії ім. М. Акімова[ru][46]

- 28 червня —
  -  Анатолій Іванов[ru] (67) — театральний режисер, художній керівник Воронежського театру драми ім. Кольцова.[47]

- 30 червня —
  -  Піна Бауш (68) — німецька хореограф, танцівниця, педагог, продюсерка[48]

Липень
- 30 липня —
  -  Петер Цадек (83) — німецький театральний режисер[49]

Серпень
- 4 серпня —
  -  Віктор Шулаков (66) — український театральний актор, режисер, драматург, педагог, лауреат Національної премії імені Тараса Шевченка, народний артист України (2008)[50]

- 18 серпня —
  -  Гільдегард Беренс (72) — німецька оперна співачка, одна з найкращих вагнерівських сопрано[51]

- 20 серпня —
  -  Семен Фарада (75) — радянський, російський актор театру і кіно[52]

Листопад
- 8 листопада —
  -  Ігор Старигін (63) — радянський, російський актор театру і кіно[53]

- 17 листопада —
  -  Микола Олялін (68) — радянський, український актор, Народний артист України (1979)[54]

Грудень
- 4 грудня —
  -  В'ячеслав Тихонов (81) — радянський, російський актор театру і кіно[55]

- 20 грудня —
  -  Бріттані Мерфі (32) — американська акторка, співачка і продюсер[56]